# Women of Ireland
Mná na hÉireann en irlandais, Women of Ireland pour la version anglaise (litt. « Femmes d'Irlande »), est une chanson dont la musique a été composée par Seán Ó Riada dans les années 1960, sur des paroles écrites au XVIIIe siècle par le poète irlandais Peadar Ó Doirnín (en). Souvent associée au folklore « rebelle (en) », elle célèbre les femmes qui ont voué leur vie à l'Irlande et en particulier à celles du mouvement nationaliste irlandais.

## Paroles en irlandais
Tá bean in Éirinn a phronnfadh séad domh is mo sháith le n-ól
Is tá bean in Éirinn is ba bhinne léithe mo ráfla ceoil
Ná seinm théad; atá bean in éirinn is níorbh fhearr léi beo
Mise ag léimnigh nó leagtha i gcré is mo thárr faoi fhód
Tá bean in Éirinn a bheadh ag éad liom mur' bhfaighfinn ach póg
Ó bhean ar aonach, nach ait an scéala, is mo dháimh féin leo;
Tá bean ab fhearr liom nó cath is céad dhíobh nach bhfagham go deo
Is tá cailín spéiriúil ag fear gan Bhéarla, dubhghránna cróin.
Tá bean i Laighnibh is nios mhiste léithe bheith límh liom ar bord,
Is tá bean i bhFearnmhaigh a ghéabhadh bhéarsai is is sárbhinne glór,
Bhí bean ar thaobh cnoic i gCarraig Éamoinn a níodh gáire ag ól
Is tráth bhí ina maighdin ní mise d'éignigh dá chois ó chomhar.
Tá bean a leafgfadh, nífead is d'fhuaifeadh cáimric is sról,
Is tá bean a dhéanfadh de dh'olainn gréas is thairnfeadh an bhró
Tá bean is b'fhearr leí ag cruinniú déirce nó cráite re cró
Is tá bean 'na ndéidh uile a luífeadh lé fear is a máthair faoi fhód
Tá bean a déarnadh an iomad tréanais is grá Dia mór,
Is tá bean nach mbéarfadh a mionna ar aon mhodh is nach n-ardódh glór;
Ach thaisbeáuin saorbhean a ghlacfadh lé fear go cráifeach cóir
Nach mairfeadh a ghléas is nach mbainfeadh léithe i gcás ar domhan.
Tá bean a déarfadh dá siulfainn léi go bhfaighinn an t-ór,
Is tá bean 'na léine is fearr a méin ná táinte bó
Le bean a bhuairfeadh Baile an Mhaoir is clár Thír Eoghain,
Is ní fheicim leigheas ar mo ghalar féin ach scaird a dh'ól

## Enregistrements
Elle a d'abord été enregistrée par Ceoltóirí Chualann, puis, dans une version instrumentale par The Chieftains et Na Connerys.
Alan Stivell en a fait une autre version, chantée en irlandais, s'accompagnant d'une harpe celtique, sur son album Brian Boru enregistré en 1995. Mike Oldfield a aussi enregistré sa propre version sur son album de 1996 Voyager. Kate Bush en a enregistré une version sean nós sur la compilation Common Ground – The Voices of Modern Irish Music, sortie en 1996. Le guitariste Ronnie Montrose et Bob James ont aussi chacun enregistré leur version sur les albums, respectivement, Territory (1986) et Bob James Three (1976).
Sinéad O'Connor a enregistré une version anglaise de la chanson pour la compilation Ain't Nuthin' But a She Thing, à l'occasion d'une émission pour MTV.
Sarah Brightman a fait sa version sous le nom So Many Things sur l'album Eden sorti en 1998. Elle a aussi interprété cette chanson lors de son concert One night in Eden, enregistré à Sun City, en Afrique du Sud, sorti plus tard en DVD. Une autre version de la chanson, cette fois nommée Words, a été enregistrée en 1989 par le groupe de soul anglais The Christians. Elle a atteint la 18e position des classements du Royaume-Uni et la 1re en France. La chanson a également fait l'objet d'une reprise instrumentale par Jeff Beck et Sharon Corr en 2010 dans l'album Dream of You.
Hélène Ségara a fait sa version sous le titre Si j'avais moins peur sur son cinquième album Mon pays c'est la terre.
Mná na hÉireann est le treizième single de la chanteuse Nolwenn Leroy et deuxième extrait de son quatrième album studio Bretonne, sorti en 2010.

## Dans les films
- La version de The Chieftains figure sur la bande originale du film Barry Lyndon de Stanley Kubrick en 1975.
- L'air de la chanson était sifflé par Emilio Estevez, qui interprétait Billy the Kid, dans le western Young Guns.
- La musique figure également brièvement dans le Robin des bois (2010) de Ridley Scott avec Russell Crowe.